# Il Robinson svizzero
Il Robinson svizzero, noto anche come La famiglia Robinson (Der Schweizerische Robinson), è un romanzo avventuroso di Johann David Wyss pubblicato nel 1812, ispirandosi al più famoso Robinson Crusoe di Daniel Defoe, del quale rappresenta uno dei successori più noti, appartenenti al sottogenere Robinsonata. Narra le peripezie di un'anonima famiglia svizzera naufragata nella Indie Orientali mentre si trovava in viaggio per Port Jackson, Australia.

## Trama
La vicenda è narrata in prima persona da William, un parroco svizzero diretto in Australia con la sua famiglia composta dalla moglie Elizabeth e dai loro quattro figli: Fritz di 16 anni, Ernst di 14, Jack di 12 e Franz di 9. Durante la traversata la famiglia fa naufragio nel mezzo dell'Oceano Indiano a causa di una terribile tempesta, finendo su una non meglio specificata isola. Fortunatamente riescono a recuperare dalla nave alcuni oggetti e degli animali, fra cui i due cani Turk e Juno. I membri della famiglia si vedono quindi costretti ad imparare a sopravvivere sfruttando i pochi strumenti a loro disposizione. Iniziano così ad esplorare l'isola, imparano a cacciare e a pescare e costruiscono anche una casa su un albero. Trascorrono dieci anni sereni, finché un giorno non fa la sua apparizione sull'isola Jenny Montrose, una giovane fanciulla inglese anch'essa naufraga, che la famiglia non esita ad accogliere amichevolmente. Qualche tempo dopo sull'isola approda una nave inglese che stava cercando la ragazza. Fritz e Jack salpano facendo ritorno alla civiltà assieme a Jenny, mentre William ed Elizabeth decidono di rimanere ad invecchiare sull'isola con i due figli minori. Prima della loro partenza, William consegna al capitano il manoscritto contenente le sue memorie scritte sull'isola, che in seguito verranno date alle stampe.

## Storia editoriale
Subito dopo la sua pubblicazione originale in due volumi nel 1812, il romanzo circolò all'estero in un'edizione rimaneggiata con alcuni capitoli rimossi e con l'aggiunta di alcune nuove avventure. Questo adattamento francese dal titolo Le Robinson suisse, ou, Journal d'un père de famille, naufragé avec ses enfants, fu scritto da Isabelle de Montolieu nel 1814,  ed ebbe larga diffusione in numerosi paesi europei, tra cui anche l'Italia, servendo come base per la maggior parte delle traduzioni estere. Inoltre, nel 1824 la Montolieu pubblicò una nuova edizione del libro aggiungendo un seguito della storia.

## Seguiti
- Le Robinson suisse, ou, Journal d'un père de famille, naufragé avec ses enfants (1824) di Isabelle de Montolieu.
- Willis the Pilot: A Sequel to the Swiss Family Robinson (1804) di Johann David Wyss.
- Seconda patria (Seconde patrie, 1900), di Jules Verne.
- Return to Robinson Island (2015), di TJ Hoisington.
- The Swiss Family Robinson Secret Discovery (2019) di TJ Hoisington e Kyla Hoisington.

## Adattamenti cinematografici e televisivi
Nel romanzo non viene specificato quale sia il cognome della famiglia; il Robinson del titolo è infatti una citazione all'omonimo protagonista dell'opera di Defoe. Tuttavia, per comodità o per errore, Robinson diventa il cognome della famiglia in tutti gli adattamenti cinematografici e televisivi del libro. Inoltre, nel romanzo la famiglia è composta dai genitori e da quattro figli, mentre nei vari adattamenti il nome, il numero, l'età e il sesso dei figli varia.
Oltre agli adattamenti del romanzo più o meno fedeli allo stesso, nel 1965 Irwin Allen ha sviluppato una serie televisiva, libero adattamento fantascientifico del romanzo di Wyss, Lost in Space, che ha dato vita a un franchise omonimo indipendente che vede serie TV, film per il cinema e per la televisione, romanzi, fumetti e numeroso merchandising.

### Cinema
- Perils of the Wild, film muto (USA, 1925), regia di Francis Ford.
- Come Robinson Crusoè (Swiss Family Robinson), film (USA, 1940), regia di Edward Ludwig. Il ruolo del figlio minore, Francis (3 anni), fu affidato ad una bambina, Bobbie Quillan.
- Robinson nell'isola dei corsari (Swiss Family Robinson), film (USA, 1960), regia di William A. Graham. I Robinson hanno 3 figli (Fritz, Ernest, Francis).
- Swiss Family Robinson (1996), film d'animazione direct-to-video (USA), regia di Laura Shepherd. I Robinson hanno 2 figli e 2 figlie.
- Lost in Space - Perduti nello spazio (Lost in Space), regia di Stephen Hopkins (1998)

### Televisione
- English Family Robinson, serie TV andata perduta (Regno Unito, 1957).
- Swiss Family Robinson: Lost in the Jungle, pilota per una serie TV mai realizzata, girato nel 1958 ma distribuito in DVD solo nel 2000 (USA), regia Edgar G. Ulmer.
- Swiss Family Robinson, film TV (USA, 1958), regia di William A. Graham. I Robinson hanno adesso una figlia, Lynda.
- Lost in Space - serie TV (1965-1968)
- Le favole più belle (Festival of Family Classics) - serie animata, episodio 1x14 (1972-73). Prodotta dalla Rankin/Bass (USA), regia di Arthur Rankin Jr., Jules Bass. I Robinson hanno solo due figli: Fritz e Franz, a cui si unisce poi la giovane Emily.
- La famiglia Robinson (The Swiss Family Robinson), film TV d'animazione (Australia, 1973), regia di Leif Gram. I Robinson hanno 4 figli maschi.
- The ABC Saturday Superstar Movie - serie animata, episodio 2x01 (1973)
- La famiglia Robinson (Swiss Family Robinson), serie animata (Canada, 1974-1976), regia di Stanley B. Olsen. I Robinson hanno 2 figli (Franz, Ernest) e una figlia (Marie).
- The Swiss Family Robinson, film TV (USA, 1975), regia di Harry Harris. I Robinson hanno 2 figli (Fred, Ernie) e una figlia adottiva (Helga).
- Swiss Family Robinson (1975-1976), serie TV in 20 episodi (USA), regia di Marc Daniels, et al. La serie americana segue al successo del film del 1975 con solo alcune variazioni nel cast. Anche qui i Robinson hanno 2 figli (Fred, Ernie) e una figlia adottiva (Helga).
- Flo la piccola Robinson (Kazoku Robinson hyōryūki Fushigi na shima no Furōne), serie TV anime parte del World Masterpiece Theater (Giappone, 1981), regia di Yoshio Kuroda. I Robinson hanno 2 figli (Franz e Jack) e una bambina di nome Flo (Flone in originale), protagonista della serie.
- Avventura nell'oceano (The New Swiss Family Robinson), film TV (USA, 1998), regia di Stewart Raffill. I "nuovi" Robinson hanno 2 figli (Shane, Todd) e una figlia (Elizabeth).
- Le avventure della famiglia Robinson (The Adventures of Swiss Family Robinson), serie TV in 30 episodi (Nuova Zelanda, 1998-1999), regia di Declan Eames e John Laing. I Robinson hanno un figlio (Ernst) e due figlie (Joanna, Christina), cui si uniscono il giovane marinaio Ben Thomas (Gareth Howells) e il piccolo mozzo della nave, un ragazzino di colore di nome Billy Cobb (Junior Chile).
- Lost - Dispersi nell'oceano (Stranded), film TV (USA, 2002), regia di Charles Beeson. I Robinson hanno 3 figli (Fritz, Ernst, Jacob) e una figlia (Sarah).
- The Robinsons: Lost in Space, regia di John Woo - film TV (2004)
- Lost in Space - serie TV (2018-2021)

## Edizioni
- Il Robinson svizzero, ovvero: Giornale di un padre di famiglia naufragato co' suoi figli, prima traduzione italiana, ornata di dodici tavole in rame e della carta dell'isola deserta. Tomo primo-sesto, Milano, Sonzogno, 1818-1819, 1825, SBN UTOE676217.
- Montolieu, Il Robinson svizzero, ovvero Una nuova colonia, Milano, Paolo Carrara, 1873, SBN LO10337451.
- Johann David Wyss, Il Robinson svizzero, illustrazioni di G. B. Conti, Milano, Casa Editrice Mediterranea, 1948, SBN CUB0677452.
- Il Robinson svizzero, traduzione di Carla Vinci-Orlando, illustrazioni di Graziella Sarno, Milano, Mursia, 1971, SBN SBL0418677.
- Johann David Wyss, La famiglia Robinson: Il Robinson svizzero, Firenze, Giunti-Marzocco, 1978, SBN SBL0332341.
- Johann David Wyss, La famiglia Robinson, illustrazioni di Giovanni Mulazzani, traduzione e riduzione di Francesco Saba Sardi, Milano, Arnoldo Mondadori, 1983, SBN UBO0141674.